# Áldozat (vallás)

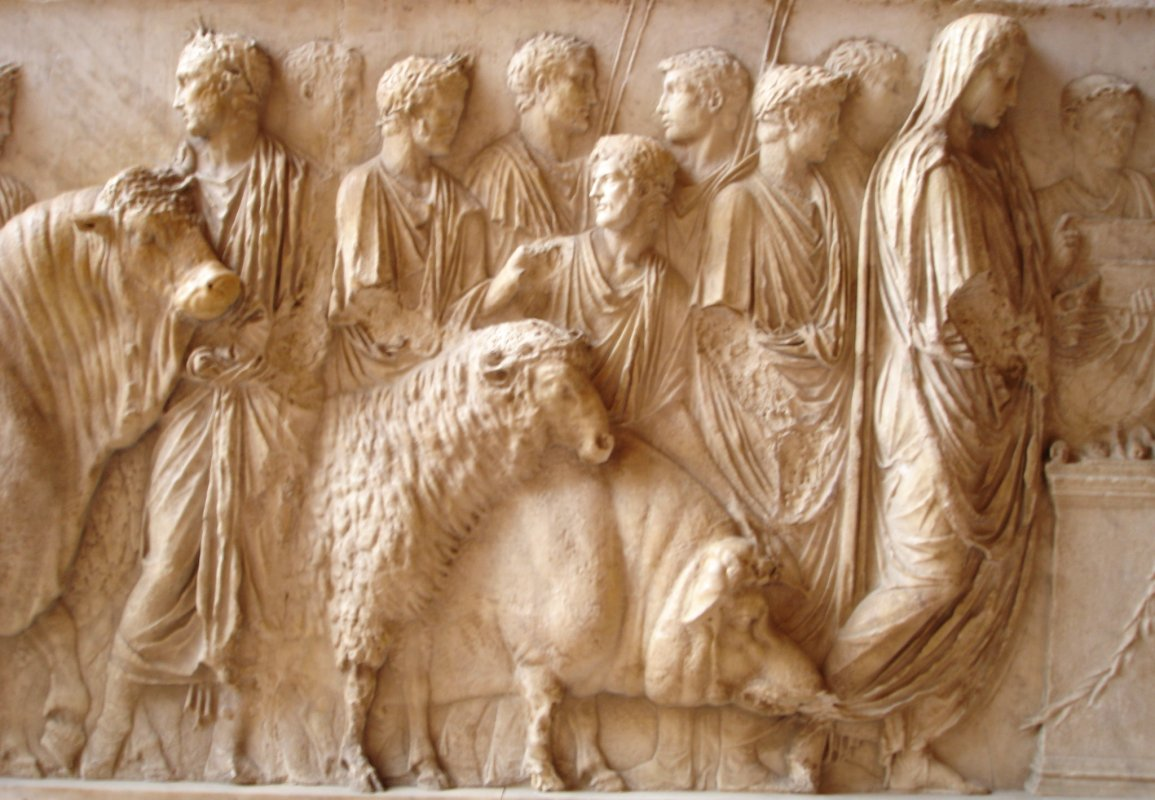
Az ókori rómaiak Marsnak szentelt suovetaurilia egy i. sz. 1. századi domborművön, nagy ünnepi áldozaton száz bikát is áldoztak (hekatomba)

Az áldozat vagy áldozatbemutatás (latinul: sacrificium) az istenségnek felajánlott adomány abból a célból, hogy az áldozó magának a jóindulatra bírt felsőbb lény kegyét, segítségét megnyerje vagy legalább haragját, büntetését magától elhárítsa. Lehet az istentisztelet egyik cselekménye, amellyel egy áldozati tárgyat teljes egészében Istennek vagy az istenségnek ad az ember.
Az áldozat bemutatása, illetőleg felajánlása és Isten vagy az istenek tisztelete azon a hiten alapszik, hogy az istenként tisztelt lény az emberhez hasonló természetű, s mint ilyen, ajándékokkal, tárgyak felajánlásával jóindulatra hangolható.
Gyökere az a fölismerés, amellyel az ember az önmagára eszmélésben megéli végességét, függését, bűnösségét és vele transzcendens igényeit, sőt azt is, hogy az istenség hívja, megszólítja, felelősségre vonja. Ugyanakkor tudja, hogy az istenséggel való kapcsolatnak, párbeszédnek kifejezést kell adnia, és ezt csak emberi tettekkel és jelképekkel teheti. A vallástörténet által föltárt áldozatok ennek az alapvető élménynek a kifejezései. Az ajándékot meghatározott szertartás viszi át a profánból a szent világába.

## Kezdetei
A vallástörténet adatai szerint az áldozatbemutatás (a szóbeli ima mellett) megtalálható a legrégibb kultuszokban is, melyek anyagi javak, értékek fölajánlásával keresték a kapcsolatot a láthatatlan felsőbb hatalommal. Az áldozat többnyire külső körülményekhez, szent időhöz, helyhez, oltárhoz kötött, és bemutatása bizonyos személyeknek van fönntartva: a család vagy a törzs fejének, királynak vagy papnak. Ezek a személyek tiszteletben, hatalomban részesülnek (a brahmanizmusban pl. a papok valamiképpen az istenek fölé emelkednek).

### Célja
Az áldozatot bizonyos szándék kíséri. Az ember saját vallási meggyőződése szerint olykor gondolhat arra is, hogy az áldozat automatikusan befolyásolja az istenséget, de amely vallás személyes istenfogalommal bír, az az áldozatban az ajándék elfogadását várja Istentől. Az ajándék, az áldozat lehet a hála a földi javakért (aratás, szüret, állatszaporodás) vagy a bajból való szabadulásért; de lehet kérés is, hogy az istenség segítse vállalkozását. A kérések néha helyhez kötöttek (az istenek őrizzék a házat, a küszöböt, a hidat) vagy az időjárás időszakaihoz igazodnak. Néha csak abból indulnak ki, hogy az istenek is rászorulnak ételre, italra, ruhára, és aki ezeket fölajánlja, az iránt jóakaratot tanúsítanak. Máskor az áldozat egyszerű mágikus cselekmény marad, és nem irányul az istenségre (ilyen pl. a vadászat vagy hadjárat előtt felajánlott adomány vagy a nemi megtartóztatás). Ugyancsak varázslással kapcsolatos az az eljárás, hogy az áldozati állat viselkedéséből vagy belső szerveiből a jövőre következtetnek (etruszkok). A mexikói aztékok az esőistennek, Tlaloknak föláldozott gyermek sírását kedvező jelnek tekintették. Fejlettebb erkölcsi fokon azt is meglátták, hogy az áldozat értéke a bemutató erkölcsi magatartásától függ. A buddhizmus el is vetette az áldozatot, és mindent az ember magatartásából akart levezetni.
Az áldozat eredetének és szellemi hátterének megvilágításánál a vallástörténeti kutatók véleménye különböző. W. Schmidt úgy látta, hogy a primitív népeknél csak az ún. zsenge áldozat gyakori, abban elismerik az istenség tulajdonjogát a föld termésére vonatkozóan, és egyúttal hálát adnak neki. Mások úgy vélik, hogy az indító ok inkább a szent lakoma. Az a meggyőződés vezeti őket, hogy a felajánlott áldozat elfogyasztása misztikus közösséget hoz létre az istenség és az ember között. Ismét mások a mitikus képek és események dramatizálását látják benne.

### Formái
Formáját tekintve leghatékonyabbnak mindig a véres áldozat számított a vérben föltételezett életerő miatt. Az emberáldozat nyomai is sokfelé megtalálhatók, mint gyermekek, szüzek, foglyok föláldozása. Az aztékok külön hadjáratokat szerveztek ilyen foglyok kézrekerítésére. A kelták öregedő királyaikat áldozták föl, a rómaiaknál szokás volt az önfeláldozás (devotio), másutt a holtak temetésénél föláldozták szolgáikat, rabnőiket vagy feleségeiket (India). Az önfeláldozásnál gyakran a halál helyett csak egyes testrészeket adtak oda: hajat, ujjat, nemi szerv részeit (kasztráció). De áldozati tárgy lehetett minden, amit az ember értéknek tartott: állat, növény, étel, ital, virág, illatszer, dísztárgy vagy fegyver. Egyiptomban a holtak kísérőinek föláldozását meg lehetett váltani azzal, hogy munkát vállaltak a síremlékek építésénél. A lemondás, böjt, önfegyelmezés is tulajdonképpen az áldozat egyik formája.

## Áldozatok a görög-római kultúrában

### Célja
A görög-római kultúrkörben úgy hitték, hogy az istenek kegyét és jóindulatát ajándékokkal biztosíthatják, mert csak akkor adnak, ha ők is kapnak valamit. Ezért mind a köz-, mind a magánélet fontosabb megnyilvánulásaihoz áldozat csatlakozott: városalapításkor, győzelem után, népgyűlés előtt, bűn engesztelésére, szinte minden ünnepen, házasságkötéskor, elutazás és megérkezés alkalmával, vállalkozások előtt stb. Az állami áldozatot tisztviselők rendezték. Az áldozat tárgya főként a termés és szaporodás zsengéje volt. Nem volt ismeretlen az emberáldozat sem, az ősidőkben az elsőszülött gyermeket is föláldozták, később megváltásaként papi szolgálatra vagy gyarmati életre kötelezték.

### Formái

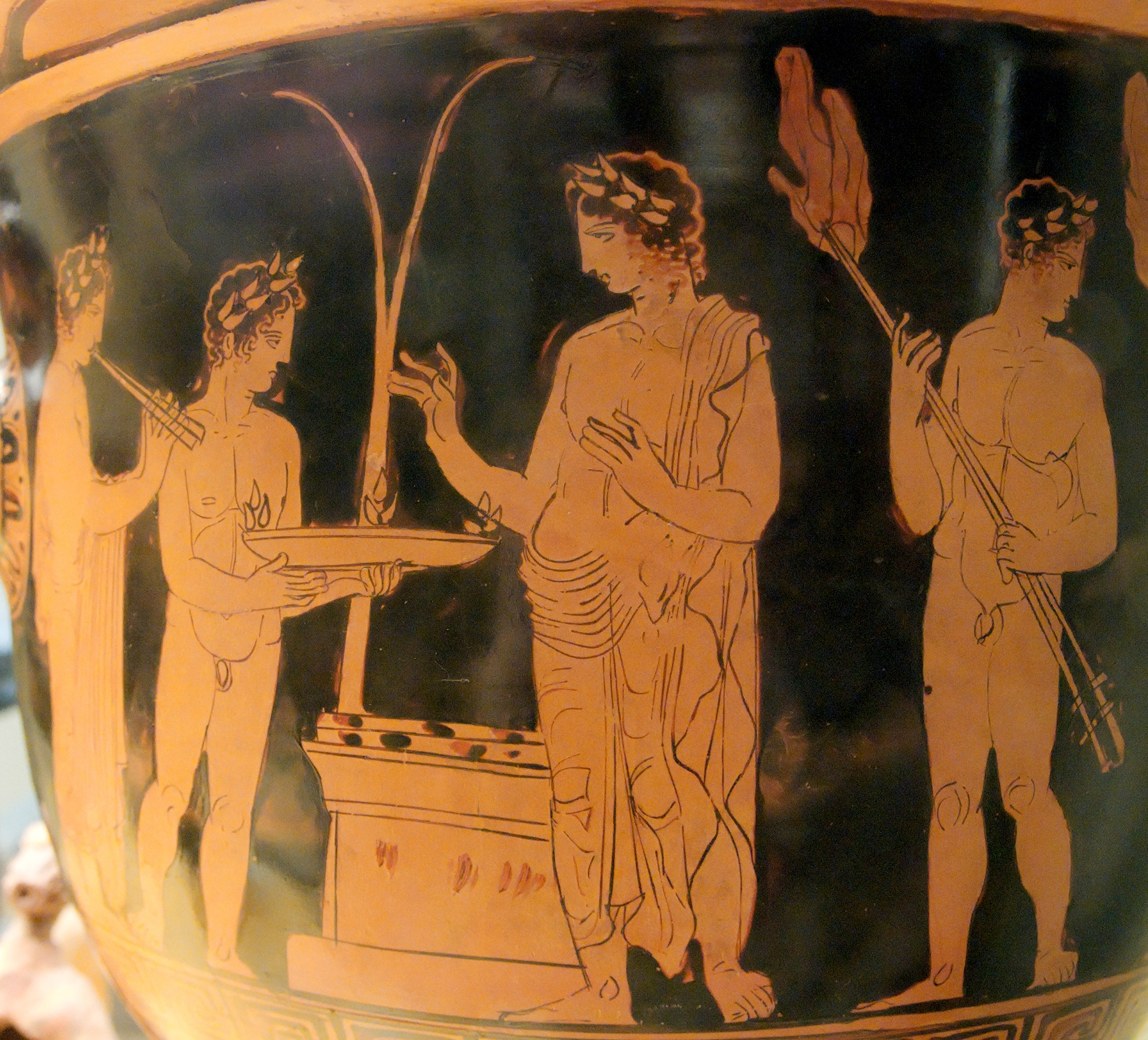
Görög áldozatbemutatási jelenet vörösalakos attikai kratéron, az i. e. 5. századból

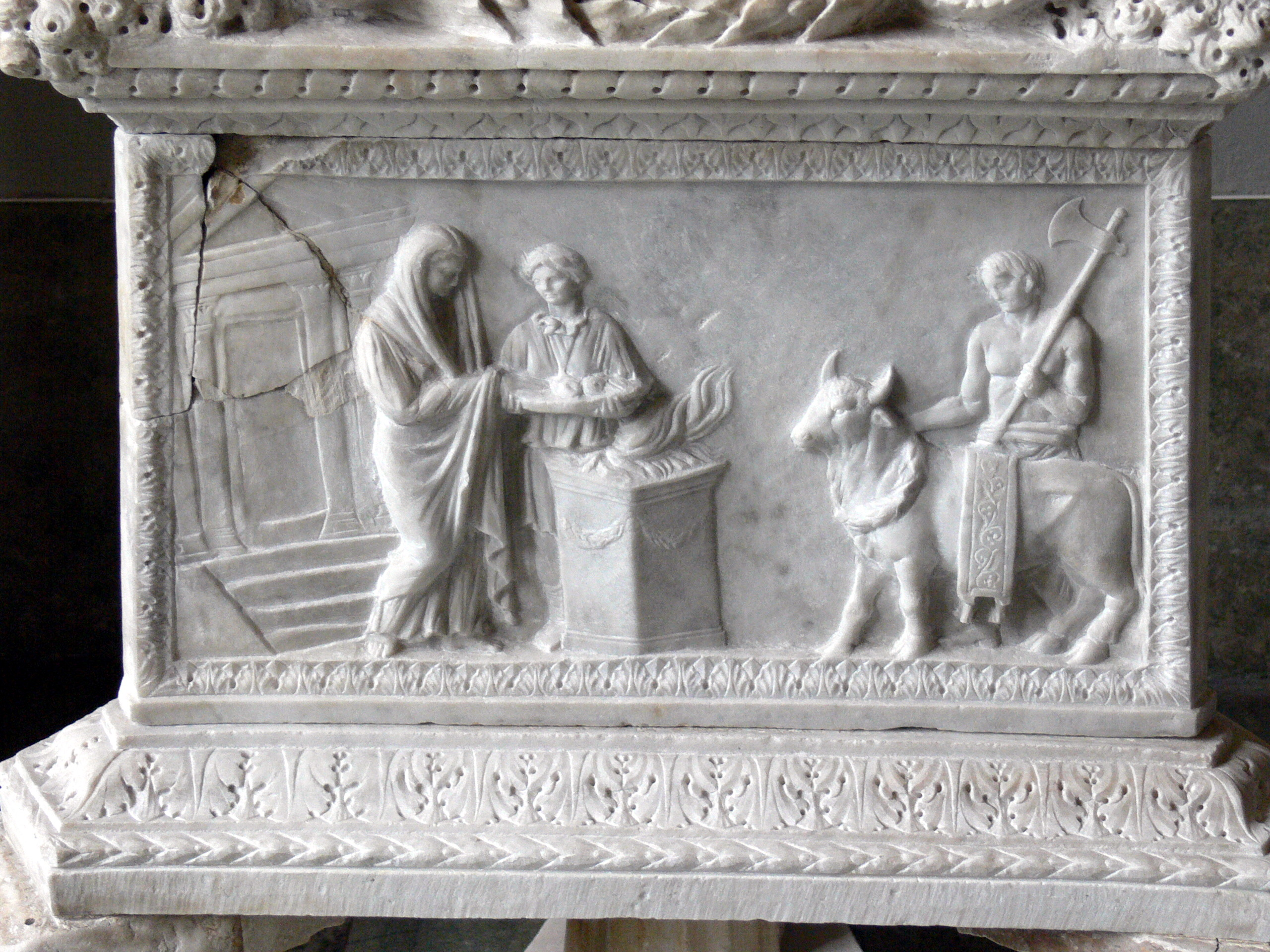
Római bikaáldozatot ábrázoló dombormű

Vértelen áldozatként ételeket, fogadalmi tárgyakat, ruhákat ajánlottak föl. Az italáldozat (libatio) bor, víz, méz, tej, olaj volt. Halotti áldozatnál bort, mézet és tejet öntöttek a sírra. Általában ivás előtt pár cseppet áldozatul a földre vagy az asztalra öntöttek. Tömjént az ital- és véres áldozatokkal együtt, de önállóan is áldoztak.
A véres áldozatok gyakran alkalmat adtak a lakomára. Az égi isteneknek fehér, a vízi és alvilági isteneknek fekete állatot választottak. Poszeidónnak bikát és lovat, a folyók isteneinek lovat, Démétérnek disznót, Dionüszosznak bakkecskét, Aszklépiosznak kakast, Aphroditénak galambot, Héraklésznak fürjet; a férfi istenségeknek rendszerint hímet, az istennőknek nőstényt áldoztak. Gyakori volt a marha-, juh-, kecske-, ill. disznó-áldozat. Az állatok száma az áldozó gazdagságától függött, és három különböző állatot is vágtak egyszerre (suovetaurilia, ‘disznó-, juh-, marha-áldozat’). Nagy ünnepi áldozaton, a hekatombén 100 bikát is levágtak. Halotti és engesztelő áldozatnál az állatot elégették. Egyébként csak egy részt áldoztak föl, a többit az áldozók ették meg.
Az áldozatnak szertartásrendje volt: a pap tiszta ruhában jelent meg, és az áldozónak is meg kellett tisztulnia. A pap előimádkozott egy rövid imát, melyet az áldozó, ha áldozata az égi istenekhez szólt, égre emelt, ha a vízieknek, kitárt, ha az alvilágiaknak, lefelé nyújtott karokkal mondott utána. Az állatot földíszítették, szarvait megkoszorúzták (ApCsel 14,13), sőt néha bearanyozták. Jó előjel volt, ha az állatot könnyen vezethették az oltárhoz, és rossznak számított, ha menekülni akart.
A görögöknél a résztvevők fején koszorú volt. Az oltár tüzét, az oltárt és önmagukat vízzel meghintették. Az aulosz hangja intett csendre, ünnepeken az áldozók karban énekeltek és táncoltak, így kérték az istenek jóindulatát. Ha az égieknek áldoztak, a vért az oltár köré, ha az alvilágiaknak, árokba öntötték. A combokat és némely belső részeket elégették, és miután a papok megkapták részüket, a többit nyárson megsütötték és megették, hazavitték vagy a piacon eladták. Az állat áldozatokat a népnek rendezett lakoma követte. Az égi isteneknek reggel, az alvilágiaknak este áldoztak, a víziek áldozatát tengerbe vagy folyóba dobták.
A rómaiaknál a szabályokat oly szigorúan vették, hogy egy elvétett szó vagy mozdulat érvénytelenné és megismétlendővé tette az áldozatot. Tiszta ruhában közeledtek az oltárhoz, a szertartás kezdetét a favete linguis, ‘csend legyen’ kiáltás jelezte, a csendben tibia szólt. Az áldozó az oltár mellett a tógát a fejére húzta, a koszorú használata már görög hatást mutat.
A nagyobb állatok áldozata, a victima, a kisebbeké a hostia volt. Az állatot megvizsgálták, hibátlan-e, majd átadták a szolgának (popa), aki a koszorúkkal és fűszerekkel borított oltárhoz vezette. A szolga az állatra mutatva tette föl a kérdést a papnak: agone? – mire az hoc age szavakkal sós darát és tömjént hintett az állat fejére, néhány szál szőrt a lángba dobott és kését végigvonta az áldozat hátán. Ezzel az állat megérett az áldozatra (macta est). Miután levágták, vérét egy csészébe felfogták, és az oltárra és köréje hintették. A beleket a haruspexek megvizsgálták, mert ha kedvezőtlen jeleket találtak, az áldozatot meg kellett ismételni. Ha az állat hibátlannak bizonyult, borral leöntötték, és áldozati részeit az oltáron elégették. A szertartást boráldozat és füstölés fejezte be, majd egy könyörgés után a pap ilicet szóval elbocsátotta a résztvevőket. Az áldozatot követő lakomát hivatalos áldozat esetén a papoknál, egyébként otthon költötték el.
Száraz tárgyakat is, pl. dapes (háj), fruges (gyümölcsök), tura (tömjén) föláldoztak libatioként.

## Áldozatok a zsidóságban
Az ószövetségi kinyilatkoztatásban központi helyet foglal el az Istennek bemutatott áldozat. Általánosságban az áldozatra nincs külön szavuk, hanem inkább fölajánlást, szent adományt (kadasim, kerem, minha) emlegetnek. A papi törvényhozás azután mindenféle áldozatot külön szóval jelzett: égő-, engesztelő-, étel-, ital-, illatáldozat. Ez a gyakorlat a fogság után alakult ki egészen, de sok ősi elemet is megőrzött a pátriárkák, Mózes és a királyok korából. Az áldozat értelmét és hatását a szigorú egyistenhit határozta meg: nincs más Isten, csak Jahve, áldozatot csak neki szabad bemutatni. Ő egészen ura az embernek, azért az ember az áldozattal nem befolyásolja őt, hanem csak kifejezi hódolatát, imádását, kérését. A törvény a varázslás minden fajtáját tiltotta (MTörv 18,9-13). Így az áldozat nem vált öncélúvá, hanem az Istennel folytatott párbeszéd része maradt.
Az áldozat elsősorban Istennek felajánlott ajándék. Keleten az alattvaló ajándékkal fejezte ki hódolatát ura előtt. Így a vallásos ember sem járulhatott üres kézzel Jahve elé (Kiv 23,15; 34,20; MTörv 16,16). Az ajándék az adakozót urához köti, az viszont az elfogadással jelzi, hogy a magáénak vallja az ajándékozót. De az ember csak azt adhatja Istennek, amit tőle kapott (MTörv 16,16; Oz 2,7). Mégis, az áldozatban benne van a lemondás, azért a nagyobb adomány értékesebb áldozat (Mik 6,6). Ez a tudat néha a környező népek hatására emberáldozathoz is vezetett (Bír 11,24; 1Kir 16,34) de az ilyen áldozatot az igazi vallási törvény mindig elítélte (Jer 7,31; Ez 16,20; MTörv 12,31). Adomány lehetett minden, ami az embernek kedves, de a nomád korból leginkább az állatok feláldozásának szokása maradt meg. Legszentebb volt az egészen elégő áldozat, a holocaustum. Ennek engesztelő jellegét csak a Papi kódex hangoztatja (Lev 1,4).
Az áldozat közösséget teremt Istennel, azért lehet a szövetség kifejezése (Jer 33,1; 1Sám 18,4). Az ilyen közösségi áldozatnál (minha) a vért az oltárra öntötték, az életfontosságú szervekhez tapadó hájat elégették az oltáron, az állat többi részét szent lakomán elfogyasztották (Lev 3,1). A papok számára külön részeket foglaltak le (Lev 7,14). A szent lakomát a szentély körül tartották meg abban a tudatban, hogy Isten vendégeivé váltak. Ez az asztalközösség a résztvevőket egymással is összekapcsolta, és mindig öröm, vidámság kísérte (Ám 6,4). Olykor a kézrátétel is kifejezte, hogy az áldozat bemutatója azonosítja magát az adománnyal, amit Istennek szentelt (Lev 1,4; Kiv 29,15). Az oltárra öntött vér is az embernek Jahvéval való kapcsolatát szimbolizálta. Maga az oltár azért volt szent, mert a meggyőződés szerint Jahvét képviselte (Kiv 29,20).
Az áldozat Istennek a teremtények fölötti uralmát is kifejezte. Miként a vér, az élet hordozója Istené volt, és az ember el volt tiltva tőle (Ter 9,4; MTörv 12,16) úgy az ember és az állat elsőszülötte és a termés zsengéje is az övé volt, ezért a profán használatból ki kellett venni. Az emberek elsőszülöttét meg kellett váltani, a tiszta állatokét föl kellett áldozni, a tisztátalanokét pénzen kellett megváltani. A gyümölcsfák termését az első három évben nem volt szabad megenni, mert tisztátalannak számított, a negyedik év termését föl kellett áldozni, és csak az ötödik évtől lett az ember tulajdona (Lev 19,23). Így az izraeliták igyekeztek Istennek visszaadni, amit tőle kaptak (Oz 2,10). A föld termésének tizedét is át kellett adniuk a szentélynek, illetve a papoknak (MTörv 14,21).
Az áldozat Isten eledele. Ez az izraelita felfogás hasonlít a többi népekéhez, bár tudatában vannak annak is, hogy Isten nem szorul földi táplálékra (Zsolt 50,9). A kiöntött vér és az elégetett étel jelképes ételnek számított (Jahve kenyere; Lev 3,11; 22,25). Ezért az ételáldozathoz olajat és sót is hoztak. Jahve érzi az áldozat kellemes illatát (Lev 1,9; 3,16). Ezek a régi jelképes szertartások a jeruzsálemi templomban is megmaradtak.
Az áldozat kiengesztel Istennel. A papi törvényhozás külön beszél a jóvátételi és az engesztelő áldozatról (Lev 5,6-8), melyeket azzal a szándékkal mutattak be, hogy helyreállítsák a megsértett rendet és engeszteljék Isten haragját (2Sám 24,15; Jób 42,7).
Az áldozat az engedelmesség kifejezése. A próféták sokszor ostorozták az olyan külsőséges szertartást, ahol hiányzott a lelkület és az erkölcsi magatartás (Oz 6,6). A fogság utáni időben az áldozatbemutatás már nem is annyira odaadás és hódolat jele, hanem inkább engedelmesség a törvényben megnyilvánuló isteni akarat előtt: azért kell az áldozatot bemutatni, mert a törvény előírja.

## Az áldozat a kereszténységben

### Újszövetség

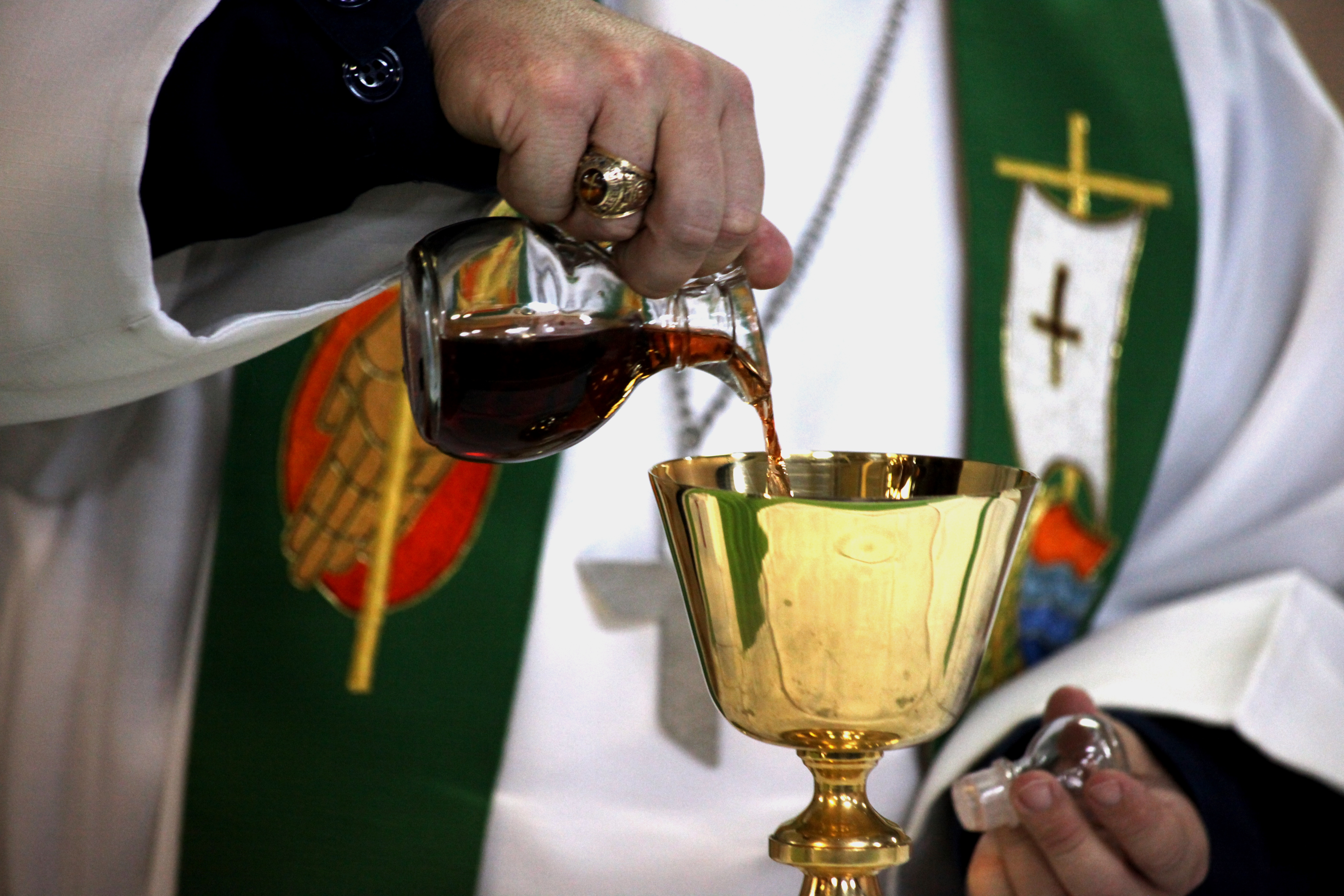
Az Eucharisztia ünneplésére szánt misebor (vinum sacrificii) kitöltése a misekancsóból (ampolna) a kehelybe (calix)

Az áldozatról szóló tanításban megfigyelhető a réginek az újraértelmezése: az Egyház egyrészt elszakad a régi áldozati kultusztól – mivel például elveti az állatáldozat fontosságát – és szertartásos felfogástól, másrészt az áldozatról szóló tanítást egészen átalakítja azzal, hogy Jézusnak a kereszten végbevitt önátadásában meglátja a teljes és tökéletes áldozatot, és ezt teszi meg életfelfogása alapjának. Összefoglalva az áldozati szerep Jézusban játszódik le, ő az áldozati bárány. Már Jézus magatartásában benne volt ez az újdonság. A régi istentiszteleti rendet különlegesen nem bírálta, de annál jobban elítélte a kiüresedett, lélektelen istentiszteletet (Mt 7,6), és a szeretet kettős parancsát minden áldozatbemutatás fölé emelte. Mk 12,33, Máté 12,6 és János 4,21-14 jelzik, hogy Jézussal elérkezett az új kultusz. Azt nehéz megállapítani, hogy az első keresztény közösség mennyire vett még részt a zsidó áldozati szertartásokban, de bizonyos, hogy a zsidó húsvét helyett kezdettől fogva saját húsvétját ünnepelte. A Zsid 10,1-19 Jézus keresztáldozatát már úgy állítja be, mint ami minden más, régi áldozatot hatályon kívül helyez, mert megjelent benne a várt teljesség. Az apostoli egyház csakhamar fölismerte Jézus kereszthalálában az engesztelő áldozatot. Az áldozati gondolat már ott volt az Ebed Jahve himnuszban (Iz 53), és Mk 14,24 szerint maga Jézus párhuzamba állította saját vérét a sinai szövetségkötésnél használt áldozati vérrel. A Róm 8,32 szerint maga az Atya adta a Fiát áldozatul mindnyájunkért. A Zsidóknak írt levélben Jézus kereszthalála már a megváltás lényege: Jézus saját vérével engesztelte ki bűneinket (9,22-26), és mint főpap adta magát áldozatul népéért (10,5-9). Ő az áldozati bárány, aki elveszi a világ bűneit (Jn 1,29-36; 1Pt 1,19). A Jel 5,8-12: ő a föláldozott bárány, akinek vérében a megváltottak fehérre mosták ruhájukat (vö. 7,14).

### A hívők áldozata
Ezért a keresztények, akiket Krisztus áldozata megszentelt, kötelesek egész életüket dicsőítő áldozattá tenni (Zsid 13,15). Ez a követelmény nem egyszerű spiritualizálás, hanem Krisztus eszkatologikus áldozatának következménye. A vele való hitbeli és kegyelmi azonosulás megkívánja a keresztényektől, hogy élő, szent és Istennek tetsző áldozatot mutassanak be életükkel (Róm 12,1). Az áldozat gondolata jut kifejezésre az önmegtagadásra való felhívásban is (Mk 8,34). Pál apostol saját szolgálatát is ilyennek fogja fel (Fil 2,17; 2Tim 4,6). A hívők lelki áldozata átfogja az Istennek való önátadás és a szeretet tetteit (1Pt 2,5).

### Az áldozat teológiája
Dogmatikailag az áldozat fogalmát úgy kell kifejezni, hogy beleférjenek a vallástörténeti adatok, továbbá Krisztus keresztáldozata és az Egyház áldozata, az Eucharisztia ünneplése. Nem járhatunk el úgy, hogy a vallástörténetből vett áldozat-fogalmat alkalmazzuk Krisztus keresztáldozatára, és így állítjuk róla a teljességet, hanem éppen fordítva: a kinyilatkoztatás alapján igazoljuk, hogy Krisztus kereszthalála valóban engesztelő áldozat volt a világ bűneiért, és ez újul meg a szentmiseáldozatban. A kinyilatkoztatásból tudjuk azt is, hogy Krisztus áldozatában valóság lett mindaz, amit az első idők áldozati törekvései jelképeztek. Az áldozat természete szerint szimbolikus emberi tett, ahol a forma, a szándék és a cselekmény változhat, azért Krisztus keresztáldozatának és az előképeknek összehasonlításánál nem szabad elvesznünk a részletekben.

### Áldozat és aszketika
Az aszkétikában áldozatról beszélünk, amennyiben az önmegtagadás, a lemondás tettei kifejezik az Isten előtti hódolatot és uralmának elismerését. Sőt, ilyen átvitt értelemben vett áldozat lehet Isten adományainak örömteljes elfogadása és felhasználása is, legalábbis annyiban, hogy amikor ezeket elfogadjuk, vállaljuk a velük járó küldetést, kötelességet, és ezért lemondunk ösztönös elgondolásainkról. A keresztény élet természetfölötti sajátsága az, hogy magunkban hordozzuk Krisztus halálát és feltámadását, azért Krisztus keresztáldozatában részesedve szüntelenül meg kell halnunk a világnak, a világ kísértéseinek, hogy az Isten akarata szerint éljünk. Minden keresztény aszkézisnak, lemondásnak az a célja, hogy az ember a szeretetben áldozatként adhassa magát Istennek. 

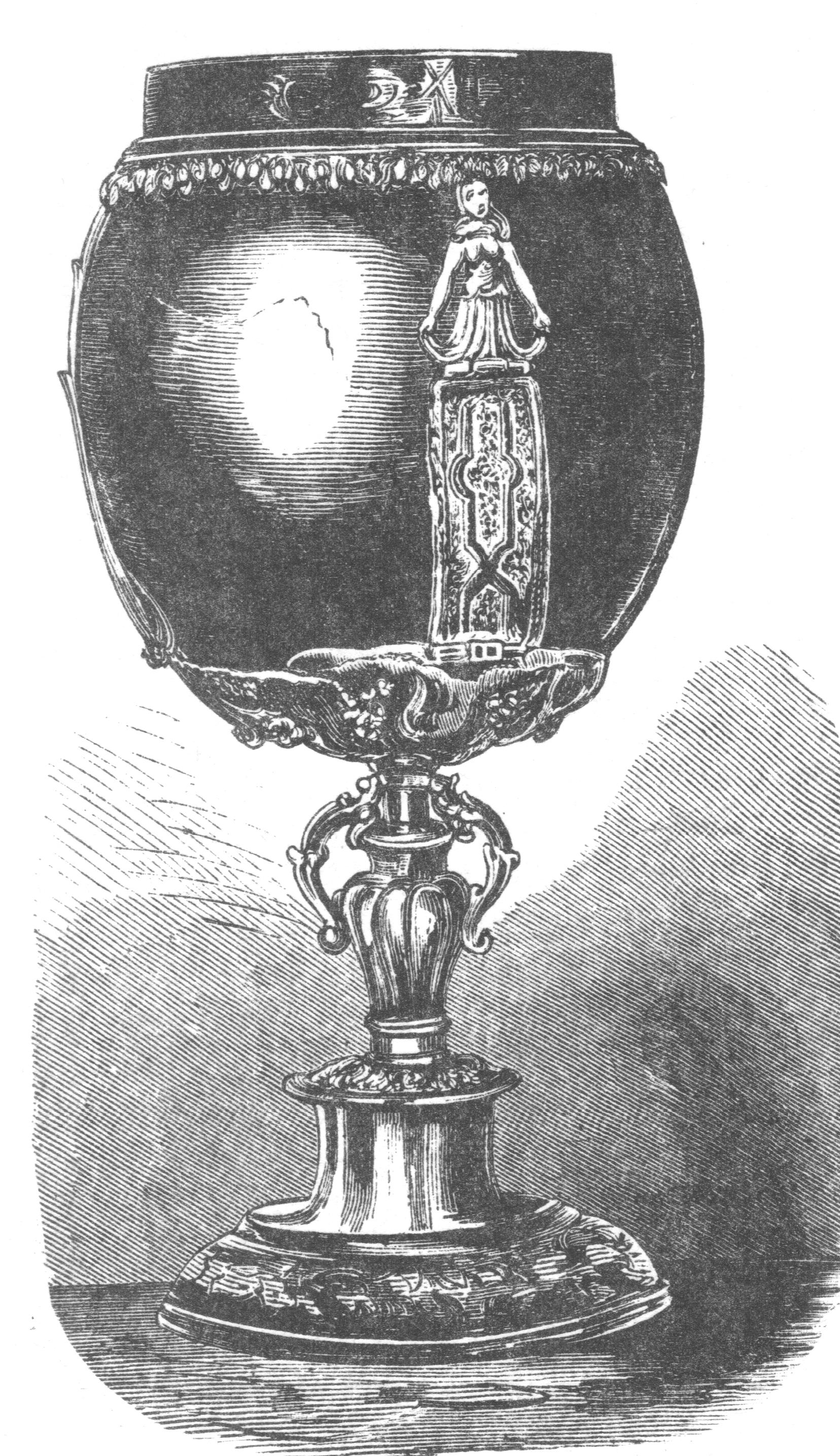
Áldozópohár – Székelyföld

## Az áldozat a magyarságban
A magyarok életében a kereszténység felvétele előtt is nagy szerepe lehetett az áldozatnak. Az áldozat szó áld alapszava valószínűleg finnugor kori örökség, a 12. századtól szerepel írásos emlékekben éppúgy, mint származékszava, az áldomás. Az áldozik, áldozás szavakat a 14. századtól jegyezték fel. Már Ipolyi Arnold s utána mások is rituális emberáldozatnak fogták fel a krónikának azt az értesítését, hogy a honfoglaló magyarok vezérét, Álmost az új hazába való érkezés előtt megölték. Állatáldozatról is megemlékeznek latin krónikáink, a magyaroknál a legelőkelőbb áldozati állat a fehér ló lehetett, mely az obiugoroknál még a 19. században is értékes áldozati állatnak számított.
A kereszténység felvétele után, mint a törvénykönyvek, rendelkezések bizonyítják, az áldozatbemutatás pogány formái titokban éltek tovább, vagy keresztény formát öltöttek: az elhunytak lovát pl. nem ölték le, hanem az egyháznak ajándékozták.
A népszokások és népköltészet fenntartotta az építőáldozat, a halottaknak bemutatott áldozat emlékét (halotti tor), a szentnek tartott források körüli fákra napjainkig is aggatnak rongyokat, szúrnak hajtűket a fákba, a forrásokba pénzt dobálnak, az állat vagy ember alakú sütemények, fonott kalácsformák is régi áldozat emlékét őrizhetik, éppúgy, mint a tűzbe hajított étel, a földre loccsantott bor. Az áldozatbemutatás katolikus formái közé tartoznak a templomokban, búcsújáró helyeken található, nemesfémből, viaszból vagy más anyagból készített fogadalmi tárgyak (offerek), feliratos táblák, emberi testrészeket vagy állatokat utánzó tárgyak, viaszgyertyák stb.